# Усел (Долина Аосте)
Усел је насеље у Италији у округу Долина Аосте, региону Долина Аосте.
Према процени из 2011. у насељу је живело 132 становника. Насеље се налази на надморској висини од 589 м.